# 發動機聯盟
發動機聯盟（Engine Alliance'），又稱引擎聯盟，在1996年成立，是通用電氣和普惠共同成立的合資公司，成立於1996年8月。主要是開發、生產、銷售和支援大載客量的長程飛機的飛機發動機。
發動機聯盟目前的主要產品是GP7000系列渦輪扇葉發動機，應用於空中巴士A380上，用來抗衡勞斯萊斯遄達900。